# Sava Kovačević (Zemun)
Sava Kovačević (en serbe cyrillique : Сава Ковачевић) est un quartier de Belgrade, la capitale de la Serbie. Il est situé dans la municipalité urbaine de Zemun. Au recensement de 2002, il comptait 12 374 habitants.

## Emplacement
Sava Kovačević est situé au centre de la zone urbaine de Zemun. Il est délimité par les rues Dragana Rakića (au nord et à l'ouest), Save Kovačevića (à l'est) et Prvomajska (au sud). Le quartier inclut également des gratte-ciel de la rue Ohridska. Il est entouré par les quartiers de Gornji Grad au nord, Sutjeska à l'ouest et Kalvarija au sud.

## Caractéristiques
Sava Kovačević est une zone résidentielle, à l'exception d'une centrale thermique située dans le quartier.
Le quartier doit son nom au Partisan communiste et héros yougoslave Sava Kovačević (partisan yougoslave) (en) (1905–1943).